# 大阪谷川 (京都府)
大阪谷川（おおさかたにがわ）は、京都府南丹市園部町竹井を流れる淀川三次支流の準用河川である。

## 地理
準用河川の起点は園部町体系辻田・峠ノ下で、水田の南畔に沿って東流し、園部町竹井若杉で園部川左岸に流入する。（辻の字は一点しんにょう）

## 流域の村
南丹市
- 園部町
  - 摩気地域
    - 竹井

## 主な橋梁
- 新辻田橋

## 流域にある水道施設
- 竹井配水池
- 竹井ポンプ場

## 流域にある主な施設
- 竹井グラウンド
- 水明の郷